# Семужья (приток Сухой)
Семужья (Экскйок) — река в России, течёт по территории Ловозерского района Мурманской области. Вытекает из озера Семужье на высоте 252,1 м над уровнем моря. Устье реки находится на высоте 207,4 м над уровнем моря в 36 км по правому берегу реки Сухая. Длина реки составляет 20 км, площадь водосборного бассейна 139 км².

## Данные водного реестра
По данным государственного водного реестра России относится к Баренцево-Беломорскому бассейновому округу, водохозяйственный участок реки — реки бассейна Баренцева моря от восточной границы бассейна реки Воронья до западной границы бассейна реки Иоканга (мыс Святой Нос). Речной бассейн реки — бассейны рек Кольского полуострова, впадает в Баренцево море.
Код объекта в государственном водном реестре — 02010000912101000005174.